# إسحاق كلينتون كولينز
إسحاق كلينتون كولينز (بالإنجليزية: Isaac Clinton Collins)‏ هو سياسي أمريكي، ولد في 2 يناير 1824، وتوفي في 30 يوليو 1879.